# Benești (okręg Vaslui)
Benești – wieś w Rumunii, w okręgu Vaslui, w gminie Tanacu. W 2011 roku liczyła 372 mieszkańców.